# Starlight (ウルトラ超特急の曲)
「Starlight」（スターライト）は、ウルトラ超特急名義でリリースされた超特急のシングル。2013年7月17日にSDRから発売された。

## 概要
前作「Bloody Night」から約1か月と、グループ史上最短となるスパンでリリースされた2013年第3弾シングル。
ウルトラシリーズにとって2006年の『ウルトラマンメビウス』以来7年振りとなる地上波全日帯テレビ作品『ウルトラマンギンガ』のエンディングテーマとして起用され、超特急にとっても今作で初の全日帯テレビ作品とのタイアップが実現した。同作の劇場作品でもテーマソングとして使用され、この楽曲で映画タイアップも獲得している。また、グループ初の別名義作品でもある。
楽曲としては、『ギンガ』が若者たちの夢や未来をテーマとした作品である事から、「夢を追いかける人への応援歌」として制作され、そこに超特急からの視点として「超特急と8号車=ファンとの関係性」が盛り込まれている。ミュージックビデオにおいても、学校を舞台に、若人たちの青春の一コマを描いたものとなった。
オリコンウィークリーチャートでは7位を獲得したほか、インディーズチャートではウィークリー1位を獲得。前作に続いてチャートトップ10入りを果たした。

## 収録曲
- Starlight [4:39]

作詞・作曲・編曲：丸山真由子

## タイアップ
| 曲名      | タイアップ |
| --------- | --- |
| Starlight | テレビ東京系『ウルトラマンギンガ』エンディングテーマ 映画『ウルトラマンギンガ 劇場スペシャル』エンディングテーマ 映画『ウルトラマンギンガ 劇場スペシャル ウルトラ怪獣☆ヒーロー大乱戦!』主題歌 |